# Samuel Bell

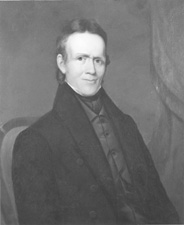
Samuel Bell

Samuel Bell (* 9. Februar 1770 in Londonderry, Rockingham County, New Hampshire Colony; † 23. Dezember 1850 in Chester, New Hampshire) war ein US-amerikanischer Politiker und von 1819 bis 1823 Gouverneur des Bundesstaates New Hampshire. Zwischen 1823 und 1835 vertrat er seinen Staat im US-Senat in Washington.

## Frühe Jahre und politischer Aufstieg
Samuel Bell besuchte die öffentlichen Schulen seiner Heimat und dann die New Ipswich Academy. Danach war er bis 1793 am Dartmouth College. Nach einem anschließenden Jurastudium wurde er im Jahr 1796 als Rechtsanwalt zugelassen. Daraufhin begann er in Francestown in seinem neuen Beruf zu arbeiten. Im Jahr 1810 zog er nach Amherst und 1812 nach Chester, wo er neben seiner politischen Tätigkeit weiterhin als Anwalt arbeitete. 
Bell war Mitglied der Demokratisch-Republikanischen Partei von Präsident Thomas Jefferson. Zwischen 1804 und 1807 war er Abgeordneter im Repräsentantenhaus von New Hampshire, wobei er seit 1805 dessen Speaker war. Zwischen 1809 und 1811 gehörte er dem Regierungsrat (Executive Council) von New Hampshire an, von 1808 bis 1811 war er außerdem noch Kurator des Dartmouth College. Zwischen 1816 und 1819 war er Richter am Obersten Gerichtshof seines Staates.

## Gouverneur und Senator
Im Jahr 1819 wurde er mit 57,7 Prozent der Stimmen gegen den Föderalisten William Hale zum Gouverneur seines Staates gewählt. Samuel Bell trat sein neues Amt am 3. Juni 1819 an. Nachdem er in den folgenden Jahren jeweils bestätigt wurde, konnte er bis zum 4. Juni 1823 in diesem Amt bleiben. In seiner Amtszeit konnte die Kriminalitätsrate in New Hampshire gesenkt werden. Der Gouverneur förderte auch den Aufbau und die Entwicklung der Industrie.
Nach dem Ende seiner Gouverneurszeit wurde Bell als Nachfolger von David L. Morril in den US-Senat gewählt. Dort vertrat er als Class-2-Senator in zwei Legislaturperioden zwischen dem 4. März 1823 und dem 3. März 1835 die Interessen seines Staates. Bell wurde Vorsitzender des Committee on Claims, das sich mit Ansprüchen an die Bundesregierung befasste. In diesen Jahren näherte sich Bell der Whig Party, die in Opposition zu Präsident Andrew Jackson stand. Nach seinem Ausscheiden aus dem Kongress wurde dort Henry Hubbard sein Nachfolger.

## Weiterer Lebenslauf
Nach seiner Rückkehr aus Washington zog sich Bell aus der Politik zurück. Er verbrachte seinen Lebensabend auf seiner Farm. Samuel Bell starb im Jahr 1850. Er war zweimal verheiratet und hatte insgesamt neun Kinder. Der Anwalt und Offizier Louis Bell (Sr.) (1837–1865, gefallen) war einer seiner jüngeren Söhne; dessen Sohn, der Physiker Louis Bell (Jr.) (1864–1923) sein Enkel. Sein Bruder John (1765–1836) war zwischen 1829 und 1829 ebenfalls Gouverneur von New Hampshire; sein Neffe Charles (1823–1893) war von 1881 bis 1883 auch Gouverneur dieses Staates sowie im Jahr 1879 für wenige Monate US-Senator.